# 一宮いっちゃん
一宮いっちゃん(いちのみやいっちゃん)は、千葉県長生郡一宮町のマスコットキャラクター。一宮町制120周年記念事業の一環で誕生した。愛称は「いっちゃん」。

## 特徴
一宮町のキャッチコピー「緑と海と太陽のまち」をイメージし、山と海と太陽をモチーフにしたマスコットキャラクター。
町名の由来でもある玉前神社の巫女さんの格好をしている。
髪が九十九里浜の海になっていて、一宮町の緑・山をモチーフにした頭頂部の部分から太陽が昇っている。